# Brunete mediàtica
La Brunete mediàtica, de vegades escurçat com la Brunete, és un terme polític i periodístic encunyat a finals dels anys 1990 per destacats polítics nacionalistes bascos per descriure l'entorn mediàtic oposat al nacionalisme basc, tot i que també seria utilitzat posteriorment des de l'esquerra per referir-se a els mitjans afins al Partit Popular.
Aquest terme va acompanyat d'acusacions de violència mediàtica. "Brunete" era el nom d'una divisió cuirassada de l'Exèrcit que va destacar per la seva participació en l'intent de cop d'estat del 23 de febrer de 1981. També remet a la batalla de Brunete durant la guerra civil espanyola.